# Кабрера-д'Аноя
Кабре́ра-д'Ано́я (кат. Cabrera d'Anoia) — муніципалітет, розташований в Автономній області Каталонія, в Іспанії. Код муніципалітету за номенклатурою Інституту статистики Каталонії — 80288. Знаходиться у районі (кумарці) Анойя (коди району — 06 та AI) провінції Барселона, згідно з новою адміністративною реформою перебуватиме у складі Центральної баґарії (округи).

## Населення
Населення міста (у 2007 р.) становить 1.192 особи (з них менше 14 років — 17,1 %, від 15 до 64 — 71,6 %, понад 65 років — 11,3 %). У 2006 р. народжуваність склала 19 осіб, смертність — 5 осіб, зареєстровано 3 шлюби. У 2001 р. активне населення становило 296 осіб, з них безробітних — 35 осіб.

Серед осіб, які проживали на території міста у 2001 р., 451 народилися в Каталонії (з них 77 осіб у тому самому районі, або кумарці), 186 осіб приїхало з інших областей Іспанії, а 21 особа приїхала з-за кордону. 

Університетську освіту має 4,5 % усього населення. 

У 2001 р. нараховувалося 253 домогосподарства (з них 24,5 % складалися з однієї особи, 31,2 % з двох осіб,18,6 % з 3 осіб, 16,2 % з 4 осіб, 5,1 % з 5 осіб, 4 % з 6 осіб, 0 % з 7 осіб, 0,4 % з 8 осіб і 0 % з 9 і більше осіб).

Активне населення міста у 2001 р. працювало у таких сферах діяльності: у сільському господарстві — 5,7 %, у промисловості — 34,5 %, на будівництві — 11,9 % і у сфері обслуговування — 47,9 %. 

 У муніципалітеті або у власному районі (кумарці) працює 103 особи, поза районом — 175 осіб.

### Безробіття
У 2007 р. нараховувалося 57 безробітних (у 2006 р. — 59 безробітних), з них чоловіки становили 36,8 %, а жінки — 63,2 %.

## Економіка

### Підприємства міста

#### Промислові підприємства
| \| Промислові підприємства міста, за сферою діяльності \| Промислові підприємства міста, за сферою діяльності \| Промислові підприємства міста, за сферою діяльності \| \| Рік \| 2002 р. \| 2001 р. \| \| --------------------------------------------------- \| --------------------------------------------------- \| --------------------------------------------------- \| \| Енергетичні та водні ресурси \| 22,2 % \| 20 % \| \| Хімія та метали \| 0 % \| 0 % \| \| Переробка металів \| 55,6 % \| 60 % \| \| Продукти харчування \| 11,1 % \| 10 % \| \| Текстиль \| 0 % \| 0 % \| \| Виробництво меблів, видання \| 11,1 % \| 10 % \| \| Інше \| 0 % \| 0 % \| \| Усього підприємств \| 9 \| 10 \| |         |         |
| Промислові підприємства міста, за сферою діяльності |         |         |
| Рік | 2002 р. | 2001 р. |
| Енергетичні та водні ресурси | 22,2 %  | 20 %    |
| Хімія та метали | 0 %     | 0 %     |
| Переробка металів | 55,6 %  | 60 %    |
| Продукти харчування | 11,1 %  | 10 %    |
| Текстиль | 0 %     | 0 %     |
| Виробництво меблів, видання | 11,1 %  | 10 %    |
| Інше | 0 %     | 0 %     |
| Усього підприємств | 9       | 10      |

#### Роздрібна торгівля
| \| Підприємства роздрібної торгівлі міста, за сферою діяльності \| Підприємства роздрібної торгівлі міста, за сферою діяльності \| Підприємства роздрібної торгівлі міста, за сферою діяльності \| \| Рік \| 2002 р. \| 2001 р. \| \| ------------------------------------------------------------ \| ------------------------------------------------------------ \| ------------------------------------------------------------ \| \| Продукти харчування \| 20 % \| 25 % \| \| Одяг та взуття \| 0 % \| 0 % \| \| Товари для дому \| 20 % \| 25 % \| \| Книги та періодичні видання \| 0 % \| 0 % \| \| Промислова хімічна продукція \| 0 % \| 0 % \| \| Продукція, пов'язана з транспортними засобами \| 0 % \| 0 % \| \| Інше \| 60 % \| 50 % \| \| Усього підприємств \| 5 \| 4 \| |         |         |
| Підприємства роздрібної торгівлі міста, за сферою діяльності |         |         |
| Рік | 2002 р. | 2001 р. |
| Продукти харчування | 20 %    | 25 %    |
| Одяг та взуття | 0 %     | 0 %     |
| Товари для дому | 20 %    | 25 %    |
| Книги та періодичні видання | 0 %     | 0 %     |
| Промислова хімічна продукція | 0 %     | 0 %     |
| Продукція, пов'язана з транспортними засобами | 0 %     | 0 %     |
| Інше | 60 %    | 50 %    |
| Усього підприємств | 5       | 4       |

#### Сфера послуг
| \| Підприємства міста, що працюють у сфері послуг, за діяльністю \| Підприємства міста, що працюють у сфері послуг, за діяльністю \| Підприємства міста, що працюють у сфері послуг, за діяльністю \| \| Рік \| 2002 р. \| 2001 р. \| \| ------------------------------------------------------------- \| ------------------------------------------------------------- \| ------------------------------------------------------------- \| \| Гуртова торгівля \| 13 % \| 20,8 % \| \| Готелі та готельний бізнес \| 30,4 % \| 29,2 % \| \| Транспорт та зв'язок \| 30,4 % \| 29,2 % \| \| Посередницькі фінансові послуги \| 0 % \| 0 % \| \| Послуги підприємствам \| 8,7 % \| 4,2 % \| \| Послуги фізичним особам \| 8,7 % \| 8,3 % \| \| Нерухомість та ін. \| 8,7 % \| 8,3 % \| \| Усього підприємств \| 23 \| 24 \| |         |         |
| Підприємства міста, що працюють у сфері послуг, за діяльністю |         |         |
| Рік | 2002 р. | 2001 р. |
| Гуртова торгівля | 13 %    | 20,8 %  |
| Готелі та готельний бізнес | 30,4 %  | 29,2 %  |
| Транспорт та зв'язок | 30,4 %  | 29,2 %  |
| Посередницькі фінансові послуги | 0 %     | 0 %     |
| Послуги підприємствам | 8,7 %   | 4,2 %   |
| Послуги фізичним особам | 8,7 %   | 8,3 %   |
| Нерухомість та ін. | 8,7 %   | 8,3 %   |
| Усього підприємств | 23      | 24      |

## Житловий фонд
У 2001 р. 7,5 % усіх родин (домогосподарств) мали житло метражем до 59 м2, 34 % — від 60 до 89 м2, 31,6 % — від 90 до 119 м2 і
26,9 % — понад 120 м2.

З усіх будівель у 2001 р. 84,1 % було одноповерховими, 14,9 % — двоповерховими, 1 % — триповерховими, 0 % — чотириповерховими, 0 % — п'ятиповерховими, 0 % — шестиповерховими,
0 % — семиповерховими, 0 % — з вісьмома та більше поверхами.

## Автопарк
| \| Автомобілі, зареєстровані у місті, за призначенням \| Автомобілі, зареєстровані у місті, за призначенням \| Автомобілі, зареєстровані у місті, за призначенням \| \| Рік \| 2006 р. \| 2005 р. \| \| -------------------------------------------------- \| -------------------------------------------------- \| -------------------------------------------------- \| \| Приватні автомобілі \| 100 % \| 69,7 % \| \| Мотоцикли \| 0 % \| 7,7 % \| \| Вантажівки \| 0 % \| 19,4 % \| \| Трактори \| 0 % \| 1,2 % \| \| Автобуси та ін. \| 0 % \| 2,1 % \| \| Усього автомобілів \| 1 шт. \| 676 шт. \| |         |         |
| Автомобілі, зареєстровані у місті, за призначенням |         |         |
| Рік | 2006 р. | 2005 р. |
| Приватні автомобілі | 100 %   | 69,7 %  |
| Мотоцикли | 0 %     | 7,7 %   |
| Вантажівки | 0 %     | 19,4 %  |
| Трактори | 0 %     | 1,2 %   |
| Автобуси та ін. | 0 %     | 2,1 %   |
| Усього автомобілів | 1 шт.   | 676 шт. |

## Вживання каталанської мови
У 2001 р. каталанську мову у місті розуміли 97,4 % усього населення (у 1996 р. — 97,9 %), вміли говорити нею 74,8 % (у 1996 р. — 77,8 %), вміли читати 72 % (у 1996 р. — 68,9 %), вміли писати 49,3 % (у 1996 р. — 41,7 %). Не розуміли каталанської мови 2,6 %.

## Політичні уподобання
У виборах до Парламенту Каталонії у 2006 р. взяло участь 406 осіб (у 2003 р. — 392 особи). Голоси за політичні сили розподілилися таким чином:
| \| Вибори до Парламенту Каталонії \| Вибори до Парламенту Каталонії \| Вибори до Парламенту Каталонії \| \| Рік \| 2006 р. \| 2003 р. \| \| -------------------------------------- \| ------------------------------ \| ------------------------------ \| \| Конвергенція та Єднання (CiU) \| 24,1 % \| 25,8 % \| \| Соціалістична партія Каталонії (PSC) \| 41,6 % \| 46,2 % \| \| Народна партія (PP) \| 8,4 % \| 10,2 % \| \| Ініціатива за зелену Каталонію (IC) \| 8,9 % \| 5,6 % \| \| Республіканська лівиця Каталонії (ERC) \| 10,6 % \| 11,7 % \| \| Громадянська партія (C's) \| 2,5 % \| 0 % \| \| Інші \| 3,9 % \| 0,5 % \| |         |         |
| Вибори до Парламенту Каталонії |         |         |
| Рік | 2006 р. | 2003 р. |
| Конвергенція та Єднання (CiU) | 24,1 %  | 25,8 %  |
| Соціалістична партія Каталонії (PSC) | 41,6 %  | 46,2 %  |
| Народна партія (PP) | 8,4 %   | 10,2 %  |
| Ініціатива за зелену Каталонію (IC) | 8,9 %   | 5,6 %   |
| Республіканська лівиця Каталонії (ERC) | 10,6 %  | 11,7 %  |
| Громадянська партія (C's) | 2,5 %   | 0 %     |
| Інші | 3,9 %   | 0,5 %   |

У муніципальних виборах у 2007 р. взяло участь 578 осіб (у 2003 р. — 474 особи). Голоси за політичні сили розподілилися таким чином:
| \| Муніципальні вибори \| Муніципальні вибори \| Муніципальні вибори \| \| Рік \| 2007 р. \| 2003 р. \| \| -------------------------------------- \| ------------------- \| ------------------- \| \| Конвергенція та Єднання (CiU) \| 20,6 % \| 36,3 % \| \| Соціалістична партія Каталонії (PSC) \| 40,5 % \| 52,5 % \| \| Народна партія (PP) \| 5,4 % \| 0 % \| \| Ініціатива за зелену Каталонію (IC) \| 0 % \| 0 % \| \| Республіканська лівиця Каталонії (ERC) \| 33,6 % \| 11,2 % \| \| Громадянська партія (C's) \| 0 % \| 0 % \| \| Інші \| 0 % \| 0 % \| |         |         |
| Муніципальні вибори |         |         |
| Рік | 2007 р. | 2003 р. |
| Конвергенція та Єднання (CiU) | 20,6 %  | 36,3 %  |
| Соціалістична партія Каталонії (PSC) | 40,5 %  | 52,5 %  |
| Народна партія (PP) | 5,4 %   | 0 %     |
| Ініціатива за зелену Каталонію (IC) | 0 %     | 0 %     |
| Республіканська лівиця Каталонії (ERC) | 33,6 %  | 11,2 %  |
| Громадянська партія (C's) | 0 %     | 0 %     |
| Інші | 0 %     | 0 %     |